# Епархия Нгонга
Епархия Нгонга (лат. Dioecesis Ngongensis) — епархия Римско-Католической Церкви с центром в городе Нгонг, Кения. Епархия Нгонга входит в митрополию Найроби. Кафедральным собором епархии Нгонга является церковь святого Иосифа в городе Нгонг.

## История
20 октября 1959 года Римский папа Иоанн XXIII издал буллу Exsultat Sancta Mater, которой учредил апостольскую префектуру Нгонга, выделив её из епархий Кисуму и архиепархии Найроби.
9 декабря 1976 года Римский папа Павел VI издал буллу Qui divino consilio, которой преобразовал апостольскую префектуру Нгонга в епархию.

## Ординарии епархии
- епископ Joannes de Reeper MHM[2] (15.01.1960 — 16.01.1964) — назначен епископом Кисуму;
- епископ Colin Cameron Davies MHM (9.07.1964 — 23.11.2002);
- епископ Cornelius Schilder MHM (23.11.2002 — 1.08.2009);
  - вакансия (2009 — 2012);
- епископ John Oballa Owaa (7.01.2012 — по настоящее время).

## Источник
- Annuario Pontificio, Libreria Editrice Vaticana, Città del Vaticano, 2003, ISBN 88-209-7422-3
- Булла Exsultat Sancta Mater, AAS 52 (1960), стр. 741
- Булла Qui divino consilio, AAS 69 (1977), стр. 136  (лат.)